# Villars-le-Terroir
Villars-le-Terroir es una comuna suiza del cantón de Vaud, situada en el distrito de Gros-de-Vaud. Limita al norte con la comuna de Vuarrens, al este con Fey y Montilliez, al sur con Echallens, y al oeste con Goumoëns y Penthéréaz.